# Росінос-де-ла-Рекехада
Росінос-де-ла-Рекехада (ісп. Rosinos de la Requejada) — муніципалітет в Іспанії, у складі автономної спільноти Кастилія-і-Леон, у провінції Самора. Населення — 436 осіб (2010).
Муніципалітет розташований на відстані близько 300 км на північний захід від Мадрида, 90 км на північний захід від Самори.
На території муніципалітету розташовані такі населені пункти: (дані про населення за 2010 рік)
- Анта-де-Ріоконехос: 58 осіб
- Карбахалінос: 27 осіб
- Доней-де-ла-Рекехада: 71 особа
- Ескуредо: 20 осіб
- Гусанданос: 2 особи
- Монтеррубіо: 6 осіб
- Ріонегріто: 19 осіб
- Росінос-де-ла-Рекехада: 112 осіб
- Сантьяго-де-ла-Рекехада: 72 особи
- Вільярехо-де-ла-Сьєрра: 49 осіб

## Демографія
Динаміка населення (INE ):